# بريد الليل
بريد الليل رواية للروائية اللبنانية هدى بركات. صدرت الرواية لأوّل مرة في العام 2018 عن دار الآداب للنشر والتوزيع في بيروت. حازت على الجائزة العالمية للرواية العربية لعام 2019، المعروفة باسم «جائزة بوكر العربية».

## حول الرواية
تروي الكاتبة اللبنانية «هدى بركات» في هذه الرواية حكايات أصحاب رسائل، كتبوها وضاعت مثلهم. هي عن المهاجرين، أو المهجّرين، أو المنفيّين المشردين، يتامى بلدانهم. ليس في هذه الرواية من يقين. إنها منطقة الالتباس والضياع واختفاء الحدود والشك الكبير.

## وصلات خارجية
- آراء القراء حول رواية بريد الليل  على موقع جود ريدز